# 伊夫里昂蒙塔涅
伊夫里昂蒙塔涅（法語：Ivry-en-Montagne，法語發音：[ivʁi ɑ̃ mɔ̃taɲ]，意为“山上的伊夫里”）是法国科多尔省的一个市镇，属于博讷区。2016年，伊夫里昂蒙塔涅与市镇茹尔昂沃合并为新市镇瓦勒蒙。

## 地理
伊夫里昂蒙塔涅（47°1'46"N, 4°38'10"E）面积11.09 平方千米，位于法国勃艮第-弗朗什-孔泰大區科多尔省，该省份为法国中东部省份，北起奥布省，西接涅夫勒省和约讷省，南至索恩-卢瓦尔省，东南接汝拉省，东临上索恩省，东北部与上马恩省接壤。
与伊夫里昂蒙塔涅接壤的市镇（或旧市镇、城区）包括：屈西拉科洛讷、博比尼、桑托斯、圣罗曼、莫利诺。

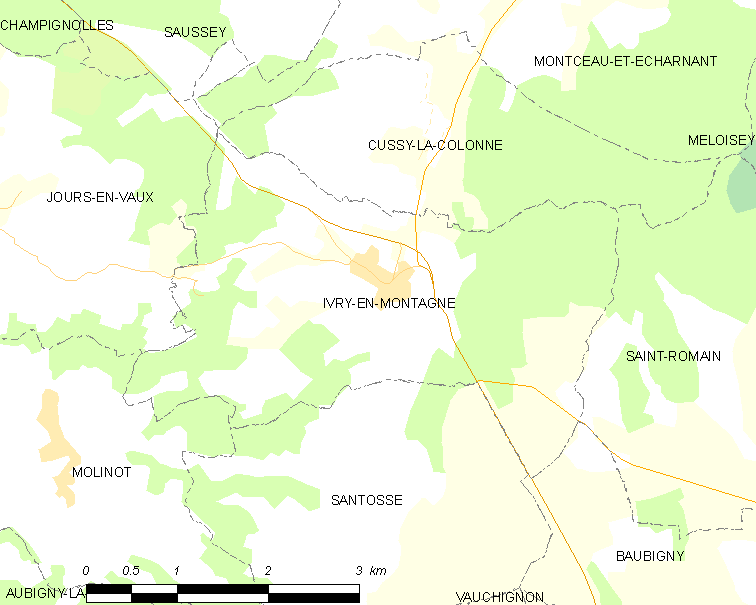
伊夫里昂蒙塔涅的OSM定位图

伊夫里昂蒙塔涅的时区为UTC+01:00、UTC+02:00（夏令时）。

## 行政
伊夫里昂蒙塔涅的邮政编码为21340，INSEE市镇编码为21318。

## 政治
伊夫里昂蒙塔涅所属的省级选区为阿尔奈勒迪克县。

## 人口

1962-2008年间伊夫里昂蒙塔涅人口变化图示

伊夫里昂蒙塔涅于2018年1月1日时的人口数量为163人。